# Китайская народная армия национального спасения
Китайская народная армия национального спасения (КНАНС) — одна из наиболее успешных китайских добровольческих армий, возглавлял которую бывший разбойник, ставший солдатом — Ван Делинь. Во время японского вторжения в Маньчжурию, бригада размером в 200 человек под предводительством Вана Делиня размещалась возле Яньцзи — небольшого городка на востоке провинции Цзилинь. После того, как отряд Вана открыл огонь по японским геодезистам, Ван отказался подчиниться режиму Маньчжоу-го, его открытое неповиновение привлекло других сопротивляющихся на его сторону. Ван основал КНАНС 8 февраля 1932 — тогда она насчитывала более 1 000 человек. Через пару месяцев эта армия стала одной из наиболее успешных добровольческих армий. Вслед за новостями о его победах над японцами и войсками Маньчжоу-го с февраля по апрель, отряды, неохотно пребывавшие в вооруженных силах марионеточного государства, дезертировали и присоединились к КНАНС, увеличив её численность с 4 600 человек на 1 мая до 10 000, возможно и до 15 000 человек, организованных в 5 бригад, в апреле. Подсчитано, что в КНАНС было 30 000 добровольцев в июле 1932.